# Heriades tenuis
Heriades tenuis är en biart som beskrevs av Nurse 1904. Heriades tenuis ingår i släktet väggbin, och familjen buksamlarbin. Inga underarter finns listade i Catalogue of Life.